# Marco Berrettini
Marco Berrettini, né le 23 octobre 1963 à Aschaffenbourg en Allemagne, est un danseur et chorégraphe italo-allemand de danse contemporaine.

## Biographie
En 1978, Marco Berrettini devient champion allemand de danse disco. Il part alors parfaire sa formation de danseur à la London School of Contemporary Dance (en) de Londres, puis à la Folkwang-Hochschule dirigée par Pina Bausch à Essen en Allemagne. Il danse alors pour de nombreux chorégraphes européens tels que Georges Appaix, François Verret, et Pina Bausch. En 1986, il fonde sa propre compagnie Tanzplantation, renommée *Melk Prod. par la suite. 

## Principales chorégraphies
- 1990 : Flack(s)
- 1994 : Je m'appelle Emil Sturmwetter
- 1994 : Buy Art Makes Free
- 1997 : Un maximum d'élan
- 1998 : Le Procès d'Emil Sturmwetter
- 1999 : Sturmwetter prépare l'an d'Emil
- 2000 : Multi(s)me et Freeze/Défreeze
- 2001 : Sorry, Do the Tour !
- 2002 : The Ballroom Blitz
- 2003 : Old Movements for New Bodies et New Movements for Old Bodies
- 2004 : No paraderan inspiré de Parade des Ballets russes
- 2006 : L'Opérette sans sous, si…
- 2007 : Melk Prod. Goes to New Orleans
- 2009 : iFeel
- 2011 : Si, viaggiare
- 2012 : iFeel2
- 2014 : Cry
- 2016 : iFeel3
- 2017 : iFeel4
- 2018 : My Soul Is My Visa
- 2019 : Sorry, Do the Tour. Again!
- 2023 : Songlines